# Bioetanol
Bioetanolul este un tip de biocombustibil obținut prin fermentarea zaharurilor din plante precum porumb, trestie de zahăr, grâu sau sfeclă de zahăr. Este o alternativă ecologică la benzina tradițională, deoarece arde mai curat și reduce emisiile de gaze cu efect de seră.

## Obținere
Procesul de producție implică mai multe etape:
1. Extracția zaharurilor – Materiile prime sunt măcinate și tratate pentru a elibera zaharurile.
2. Fermentația – Microorganismele (de obicei drojdia) transformă zaharurile în etanol și dioxid de carbon.
3. Distilarea – Lichidul rezultat este purificat pentru a obține etanolul concentrat.
4. Deshidratarea – Se îndepărtează apa, obținându-se bioetanol cu o puritate ridicată.

## Utilizări
- Combustibil pentru mașini – Se folosește ca aditiv în benzină (ex: E10 – 10% bioetanol, 90% benzină).
- Producția de energie – Poate fi ars pentru generarea electricității.
- Industria chimică – Folosit la fabricarea unor solvenți și produse farmaceutice.

Fiind un combustibil regenerabil și biodegradabil, bioetanolul contribuie la reducerea poluării și a dependenței de combustibilii fosili.